# Mauvezin-de-Prat
Mauvezin-de-Prat település Franciaországban, Ariège megyében. Lakosainak száma 99 fő (2022. január 1.). Mauvezin-de-Prat Prat-Bonrepaux, Castagnède, Francazal és Saleich községekkel határos.

## Népesség
A település népességének változása:
| Lakosok száma | 66   | 50   | 52   | 77   | 93   | 98   | 102  | 102  | 102  | 99   |
|               | 1968 | 1982 | 1990 | 2006 | 2013 | 2015 | 2017 | 2019 | 2020 | 2022 |